# Новодубровка (Кемеровская область)
Новодубро́вка — деревня в Беловском районе Кемеровской области. Входит в состав Евтинского сельского поселения.

## География
Центральная часть населённого пункта расположена на высоте 198 метров над уровнем моря.

## Население
По данным Всероссийской переписи населения 2010 года, в деревне Новодубровка проживает 173 человека (99 мужчин, 74 женщины).